# Caliach Point
Caliach Point är en udde i Storbritannien.   Den ligger i kommunen Argyll and Bute och riksdelen Skottland, i den nordvästra delen av landet, 700 km nordväst om huvudstaden London. Caliach Point ligger på ön Inner Hebrides.
Terrängen inåt land är platt åt nordost, men åt sydost är den kuperad. Havet är nära Caliach Point åt nordväst. Runt Caliach Point är det mycket glesbefolkat, med 2 invånare per kvadratkilometer. Närmaste större samhälle är Tobermory, 15,1 km öster om Caliach Point. Trakten runt Caliach Point består i huvudsak av gräsmarker.